# Bernard Meyer (Politiker)
Bernard Meyer (* 30. November 1874 in Bremen; † 10. September 1958 in Bremen) war ein deutscher Arbeiter und Bremer Politiker (SPD).

## Biografie
Meyer besuchte die Volksschule. Er war von 1906 bis 1912 als Arbeiter tätig und von 1919 bis 1933 beim Staat als Arbeiter beschäftigt.
Er wurde Mitglied der Gewerkschaft und der SPD und war von 1919 bis 1922 vorübergehend Mitglied in der USPD.
Nach dem Ersten Weltkrieg war er 1919/1920 Mitglied in der verfassunggebenden Bremer Nationalversammlung sowie  von 1920 bis 1933 Mitglied der Bremischen Bürgerschaft.